# Johan Berg
Johan Berg (20 marzo 1995) è uno sciatore freestyle norvegese.
È specializzato nelle discipline dell'halfpipe e dello slopestyle.

## Biografia
In Coppa del Mondo ha esordito il 21 gennaio 2011 a Kreischberg (12º) e ha ottenuto la prima vittoria, nonché primo podio, l'8 febbraio 2013 a Silvaplana.
In carriera ha partecipato a due edizioni dei Campionati mondiali (16º a Voss-Myrkdalen 2013 il miglior risultato).

## Palmarès

### Coppa del Mondo
- Miglior piazzamento in classifica generale: 30º nel 2013
- 1 podio:
  - 1 vittoria

#### Coppa del Mondo - vittorie
| Data            | Luogo      | Paese    | Disciplina |
| --------------- | ---------- | -------- | ---------- |
| 8 febbraio 2013 | Silvaplana | Svizzera | SS         |

Legenda:

SS = slopestyle